# Ute Peak
Ute Peak je hora v Montezuma County, na jihozápadě Colorada, ve Spojených státech amerických.
S nadmořskou výškou 3 042 metrů je nejvyšším vrcholem horského masivu Ute Mountain a místní indiánské rezervace Uteů.
S prominencí 1 225 m náleží do první desítky nejprominentnějších hor Colorada.
Ute Peak leží v jihovýchodní části Koloradské plošiny.